# Villa Don Bosco (Montevideo)
Villa Don Bosco, también conocido como Villa Prosperidad es un barrio de la ciudad de Montevideo, perteneciente al Municipio F de la ciudad homónima. Limita con los barrios de Punta de Rieles (al suroeste) y Villa García (al norte),  y al sureste con Bañados de Carrasco.
En su territorio se destaca la ubicación del Colegio y Obra Social Don Bosco del cual se interpreta que proviene la denominación del barrio, en honor al sacerdote y educador Juan Bosco. Además en dicha zona se encuentran las escuelas públicas 342, 227 y 403, la escuela técnica, el liceo 25, el archivo histórico de Cinemateca y algunos centros deportivos, como el del Instituto Crandon y del Colegio Santa María.  También se ubican allí algunas dependencias del Ministerio de Ganadería, Agricultura y Pesca. 

## Características
Se ubica a ambos lados de la Ruta 8 a la altura de la Plaza Don Bosco, y es un área extensa con viviendas bajas y contexto socioeconómico medio-bajo a bajo. En ocasiones es noticia en medios de comunicación en el marco de la crónica policial.La zona también es comúnmente conocida como kilómetro 16, por estar ubicada en el kilómetro homónimo de la Ruta 8. Dicha zona además, es el destino de cuatro líneas de transporte: las líneas 316, 103 y las locales L2 y L22.
El barrio se extiende hasta el puente del Anillo Perimetral Wilson Ferreira Aldunate, próximo a Zonamérica, la Facultad de Veterinaria y el estadio y complejo deportivo de Peñarol. Por el desarrollo de la zona, se prevé la construcción de una terminal de ómnibus en el límite del barrio, contra Bañados de Carrasco. También se encuentran desarrollando distintas obras de infraestructura en la zona.
Por tratarse de un barrio amplio pero, en general, carenciado, existen algunas iniciativas de voluntariado y misiones en el área, tomando como eje central el colegio Obra Social Don Bosco y la parroquia del barrio. Además, cabe destacarse también la cercana ubicación de una comunidad salesiana, en donde hoy se encuentra la Capilla San José del Manga. 